# 詹姆斯·帕特森
詹姆斯·布蘭登·帕特森（英語：James Brendan Patterson，1947年3月22日—）是美國的一名暢銷小說作家和慈善家，根據富比士的調查，帕特森在2011年憑7,000萬美元的收入及2012年8,400萬美元，打敗了JK羅琳及史蒂芬·愛德溫·金等人，成為全球收入最高的作家。帕特森學位畢業於曼哈顿学院英语系，繼而再取得范德比大學的硕士学位。畢業後進入廣告公司工作，由基層做起，他的工作越做越順，其廣告意念獲得了玩具反斗城及漢堡王等跨國企業的青睞，直到1996年在廣告公司集團的分區主席位置中退下來。

## 文學
帕特森於1977年出道時，即憑處女作《托马斯·贝瑞曼号码》獲得愛倫坡獎的新人獎，其後帕特森出版的作品更多次登上紐約時報暢銷小說排行榜的第一名，刷新了，而其作品的銷量更驚人，銷售總數是史蒂芬·金和丹·布朗作品的總和。帕特森的作品除獲得讀者的支持外，更獲得其得媒體的欣賞，其中膾炙人口的《女子谋杀俱乐部》系列及《亚历克斯·克洛斯》系列分別已被改編成電視及電影，《亚历克斯·克洛斯》系列的及《全面追緝令》更由第69屆金球獎終身成就獎的摩根·領銜主演。

## 外部連結
- 官方网站
- 網路推理小說資料庫上的James Patterson
- James Patterson at the Internet Book List
- James Patterson在互联网电影资料库（IMDb）上的資料（英文）
- WorldCat 聯合目錄中詹姆斯·帕特森的著作或與之相關的著作